# Cascina Torrette di Trenno
La Cascina Torrette di Trenno (Cassina i Torrett, in dialetto milanese) è un'antica cascina che si trova a Milano in via Quinto Cenni tra la Caserma Santa Barbara e il deposito ATM di via Novara.
L'attività agricola si è interrotta nel 2011, tuttavia il quartiere continua a riconoscerle la sua forte anima rurale e il suo valore storico e culturale.

## Storia
Nel XVI secolo la cascina era nominata “Torretta” come riportato nella prima mappa di Milano da Giovanni Battista Clarici. Il nome può trovare la sua origine nella torretta di guardia romana che esisteva nei pressi della cascina. Infatti l'attuale via Novara si trova sull'antica strada romana per Vercelli e il cippo del terzo miglio dal centro di Milano era collocato proprio all'altezza dove oggi sorge la cascina.
Nel XVIII secolo la cascina è registrata come proprietà dei Padri Barnabiti.
La struttura resta immutata fino al XX secolo quando fu eretto un portico sul lato sud, nel 1938 il Comune di Milano ne ha acquisito la proprietà, nel 2011 sono cessate le attività agricole e nel 2015, dando seguito al progetto Cenni di Cambiamento, è stato avviato il recupero della struttura e della corte storica.

## Rinascita
La nuova gestione della Cascina è affidata a MARE Culturale Urbano, un centro internazionale di innovazione culturale e inclusione sociale che ha incominciato a focalizzare le proprie attività per la rigenerazione urbana nella zona ovest di Milano, con l'intento di realizzare un nuovo modello di sviluppo nelle periferie.

Cascina Torrette di Trenno è dedicata ora a far emergere e progressivamente promuovere una dimensione pubblica della conoscenza, ibridando le consuetudini, le relazioni e la cultura locali con la ricerca contemporanea in ambito creativo e con nuovi processi di pianificazione territoriale.

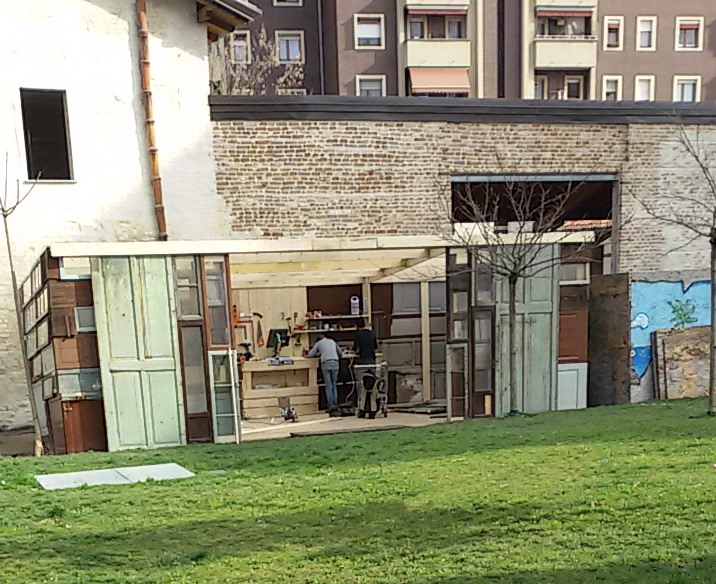
Laboratorio artistico artigiano.

In questa struttura, il ruolo della produzione artistica e culturale è determinante. Cascina Torrette di Trenno è un laboratorio di dialogo tra discipline diverse nel quale artisti, performer, architetti, designer, attori, grafici, registi, ricercatori, associazioni, operatori culturali locali e cittadini lavorano assieme. Il tema principale è un connettore di questi linguaggi diversi: è importante che l'unione di un'espressione condivisa possa essere accompagnata da una molteplicità di emersioni individuali, che rappresentino con distinzione i caratteri diversi dei soggetti coinvolti.

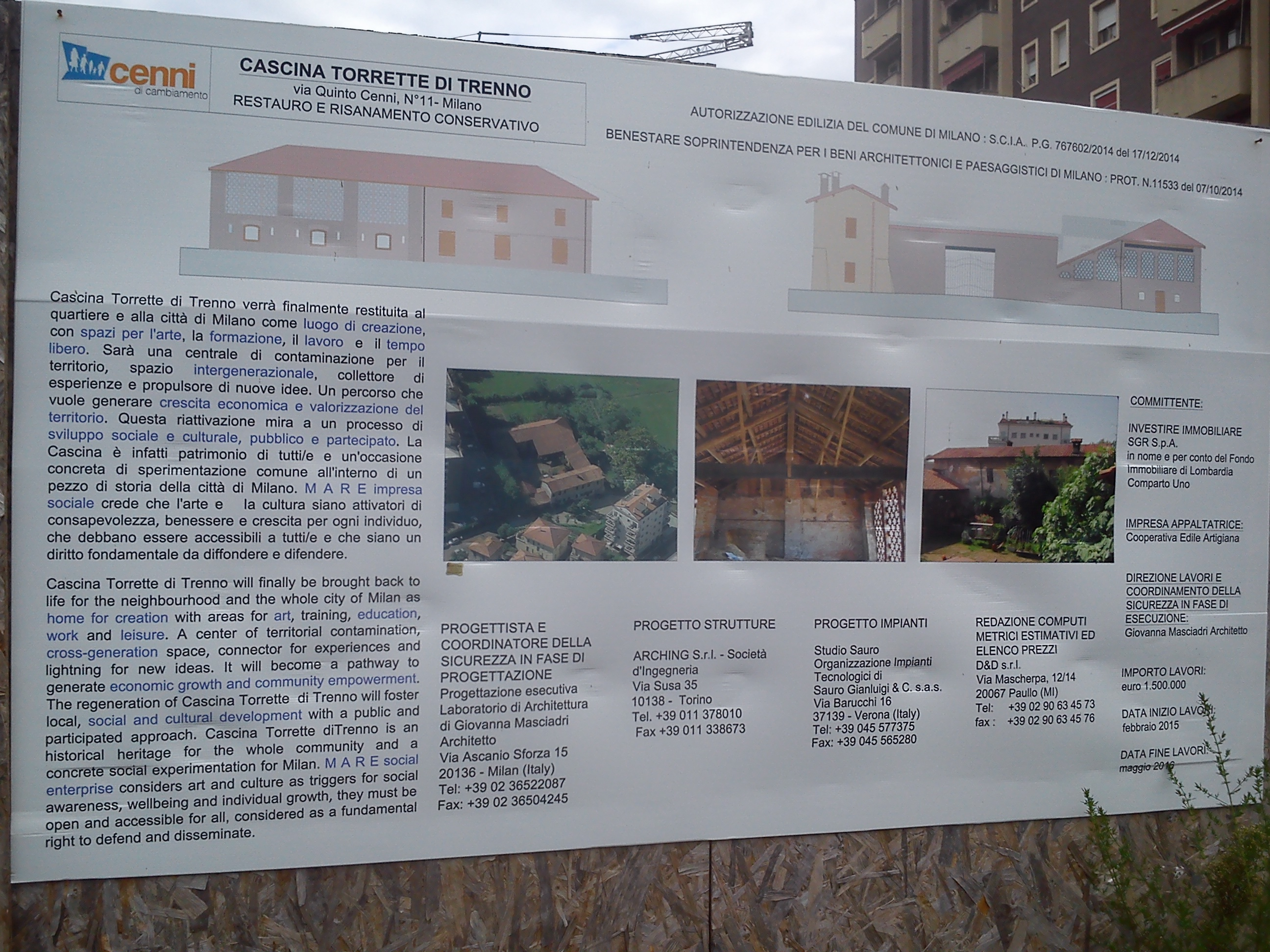
Ristrutturazione Cascina Torrette di Trenno nel progetto Cenni di Cambiamento.

## Arte e letteratura
All'interno della cascina, appena dopo l'ingresso dal portone di via Cenni osservando il muro in alto a sinistra si vede un affresco datato al XIV secolo raffigurante la Madonna col Bambino.
In “Passeggiate milanesi fuori porta” a cura di Raffaele Bagnoli Almanacco della Famiglia Meneghina 1965 si trova questo brano “…Lungo la direttrice appena lasciata, oltrepassata piazza Melozzo da Forlì, s'imbocca la via Novara che pare saluti definitivamente la città. Incontri i primi fossatelli che corrono via leggeri tra l'erbe ed i filari d'alberi, e poco avanti appaiono nella campagna le mura rose di vecchi cascinali, con le porte delle stalle che s'aprono lasciando scorgere le bestie accovacciate e, sopra le stalle, accatastato, il fieno. Ne trovi di vastissime, come le Cascine Casenuove e la Resciona sulla destra, e la Torretta sulla sinistra, e viene spontaneo ricostruire con la fantasia l'aspetto di signorili abitazioni suburbane ora semidistrutte, forse a causa della decadenza…”

## Struttura e passata attività agricola
La struttura della cascina è stata per secoli a forma di “C” con il lato aperto verso sud, questo è stato chiuso da un portico costruito agli inizi del 1900.
La distribuzione degli spazi è quella tipica delle cascine milanesi, le abitazioni occupavano il lato nord ovest, su via Cenni, e sul lato opposto vi era la stalla, sovrastata dal fienile che era dotato dei graticci (struttura tradizionale dedicata all'aerazione del fieno). A nord est trovavano posto i magazzini e il granaio e il recente portico era utilizzato per ricoverare attrezzi e macchinari agricoli. Al centro della struttura c'è l'aia, il classico cortile contadino.
L'attività agricola è stata trasmessa nei secoli, fino al 2011 è stata condotta dalla famiglia Ravagnati, prima ancora dalla famiglia Veneziani e ancor prima dai monaci Benedettini.
Negli anni ‘60 vi abitavano e lavoravano 35-40 persone.
Attorno alla cascina si aprivano i campi che si estendevano per 350 pertiche che erano irrigati da roggie provenienti dal Fontanile Grande che aveva la sua imponente sorgente dove oggi si trova l'incrocio tra via Caldera e via Novara.